# Izabella Camargo
Izabella Spaggiari Brazil Camargo, más conocida como Izabella Camargo (Apucarana, 1 de febrero de 1981), es una periodista brasileña.

## Biografía
Izabella nació en Apucarana, pero vivió mayor parte de su niñez y adolescencia en la finca, en Cambira. A los dieciséis años, después de haber participado de algunos concursos de belleza (comunes en las ciudades del interior), se cambió para São Paulo y empezó a trabajar como bailarina en el programa Fantasia, de SBT.

### DeFantasiapara la radio
En 1997, Brasil vivía el auge del 0800 y 50 muchachas bailaban y participaban de juegos en las tardes de lunes a viernes. Pocos meses después del estreno, el productor musical Arnaldo Saccomani estaba seleccionando algunas voces del reparto para grabar un CD con las principales músicas del momento y le sugirió que buscara un curso de radio o periodismo, porque su voz ya era más profunda que la de la mayoría de las otras adolescentes.

### De la radio para los canales de televisión
Después de esta experiencia en la televisión y del curso profesionalizante en Senac São Paulo, con el DRT, comenzó a trabajar en programas de entretenimiento de las radios Energia 97 y Jovem Pan FM.
Después hizo periodismo en la Universidade São Judas Tadeu y posgraduación de Marketing en Comunicación en Fundação Cásper Líbero.
En 2006, empezó su trayectoria en Grupo Bandeirantes de Comunicação. En BandNews TV, condujo los noticieros hasta el inicio de 2009. Fue la voz estándar de la radio SulAmérica Trânsito y de 2009 a 2012, trabajó como reportera y presentadora en Band. En 2011, se quedó clasificada entre los diez finalistas del Premio Esso de Periodismo y recibió mención honorífica por la serie de reportajes sobre los Vecinos del Crack - personas, iglesia, comercio y escuelas que conviven con el vicio de los usuarios hace años en el alrededor de la Rua Helvétia, en el centro de São Paulo.
En marzo de 2009, salió de BandNews TV para trabajar como reportera del programa Olha Você, de SBT. Luego que llegó a SBT, fue seleccionada para trabajar en una de las vagas de conducción del programa, que pasaba por reformulaciones. Pero, presentó apenas por una semana, antes del programa salir del aire. En mayo de 2012, comenzó a trabajar como reportera en TV Globo São Paulo. En agosto del mismo año, también pasó a integrar el equipo de conductoras del Pronóstico del Tiempo haciendo rotación en todos los noticieros de la emisora. En 2015, empezó a participar de la rotación de conductores de SPTV, en abril de este mismo año pasó a ser titular del Pronóstico del Tiempo en los noticieros Hora Um da Notícia y Bom Dia Brasil, sustituía a Monalisa Perrone en la conducción de Hora Um, además de, eventualmente, presentar Bom Dia São Paulo.
El 30 de julio de 2018, pasó a conducir también el pronóstico del tiempo del recién creado noticiero GloboNews em Ponto, en el canal GloboNews, entre Hora Um y Bom Dia Brasil.

### Síndrome de Burnout
Entre 14 de agosto y 27 de octubre (sábado), fue retirada por recomendación médica para tratar de la síndrome de Burnout. Al regresar al trabajo, el día 29, fue dispensada sin justa causa. En 2019, la justicia determinó que la emisora recontratara la periodista.

### Ministerio de Ciencia, Tecnología, Innovaciones y Comunicaciones y regreso a Globo
En enero de 2019, aceptó la invitación del Ministro y astronauta Marcos Pontes para integrar el equipo de comunicación de MCTIC.
Durante los primeros 100 días de gobierno, contribuyó, entre otras actividades, con reportajes sobre Antarctica y el Acuerdo de Salvaguardas Tecnológicas y en abril de 2019, pidió exoneración del cargo. En septiembre del mismo año, fue recontratada por Globo, actuando en la redacción del Pronóstico del Tiempo.

### Carrera como YouTuber
En abril de 2020, la conductora lanzó el canal Dá um Tempo! (¡Date un Tiempo!).

## Premios
2011 - Premio Esso de Periodismo, reportaje "Vizinhos do Crack" (Vecinos del Crack) - mención honorífica.